# خيط (مشرحات)
خيط (بالفارسية: خیط) هي منطقة سكنية تقع في إيران في قسم مشرحات الريفي. يقدر عدد سكانها بـ 281 نسمة .